# ژائومه کولت-سرا
ژائومه کولت-سرا (کاتالونیایی: Jaume Collet-Serra؛ زادهٔ ۲۳ مارس ۱۹۷۴) کارگردان و تهیه‌کننده اسپانیایی‌ است. وی از سال ۲۰۰۵ میلادی تاکنون مشغول فعالیت بوده‌است.
وی در کاتالونیا زاده شد. در سن ۱۸ سالگی به لس آنجلس نقل مکان کرد و به کالج کلمبیا هالیوود رفت و به عنوان تدوین‌گر در کنار تحصیل به‌کار مشغول شد. پس از فارغ‌التحصیلی در سال ۱۹۹۶، او شروع به کارگردانی موزیک ویدیوها و تبلیغات تلویزیونی برای شرکت‌هایی مانند سونی، بادویزر و ورایزن کامیونیکیشنز کرد.

## فیلم‌شناسی

### سینما
| سال  | فیلم                | نقش      | نقش       | نقش |
| سال  | فیلم                | کارگردان | تهیه‌کننده |     |
| ---- | ------------------- | -------- | --------- | --- |
| ۲۰۰۵ | خانه مومی           | آری      |           |     |
| ۲۰۰۷ | گل ۲: زندگی در رؤیا | آری      |           |     |
| ۲۰۰۹ | یتیم                | آری      |           |     |
| ۲۰۱۱ | ناشناس              | آری      |           |     |
| ۲۰۱۳ | ماینداسکیپ          |          | آری       |     |
| ۲۰۱۴ | بدون توقف           | آری      |           |     |
| ۲۰۱۵ | فرار در سراسر شب    | آری      |           |     |
| ۲۰۱۵ | انقراض              |          | آری       |     |
| ۲۰۱۶ | آب‌های کم‌عمق         | آری      |           |     |
| ۲۰۱۸ | مسافر همیشگی        | آری      |           |     |
| ۲۰۲۱ | گشت‌وگذار در جنگل    | آری      |           |     |
| ۲۰۲۲ | بلک ادم             | آری      |           |     |
| ۲۰۲۳ | کیفر                |          | آری       |     |
| ۲۰۲۴ | چمدان               | آری      |           |     |
| ۲۰۲۵ | زنی در محوطه        | آری      | آری       |     |
| ۲۰۲۶ | صخره‌نورد            | آری      |           |     |

### تلویزیون
| سال  | عنوان   | نقش      | نقش       | نقش |
| سال  | عنوان   | کارگردان | تهیه‌کننده |     |
| ---- | ------- | -------- | --------- | --- |
| ۲۰۱۲ | رودخانه | آری      | آری       |     |